# 耶茜卡·维克
耶茜卡·维克（瑞典語：Jessica Wik，1992年1月30日—），瑞典女子足球运动员。她曾代表瑞典参加2016年夏季奥林匹克运动会足球比赛，获得一枚银牌。她也随国家队参加了2015年国际足联女子世界杯。